# Penanggalan

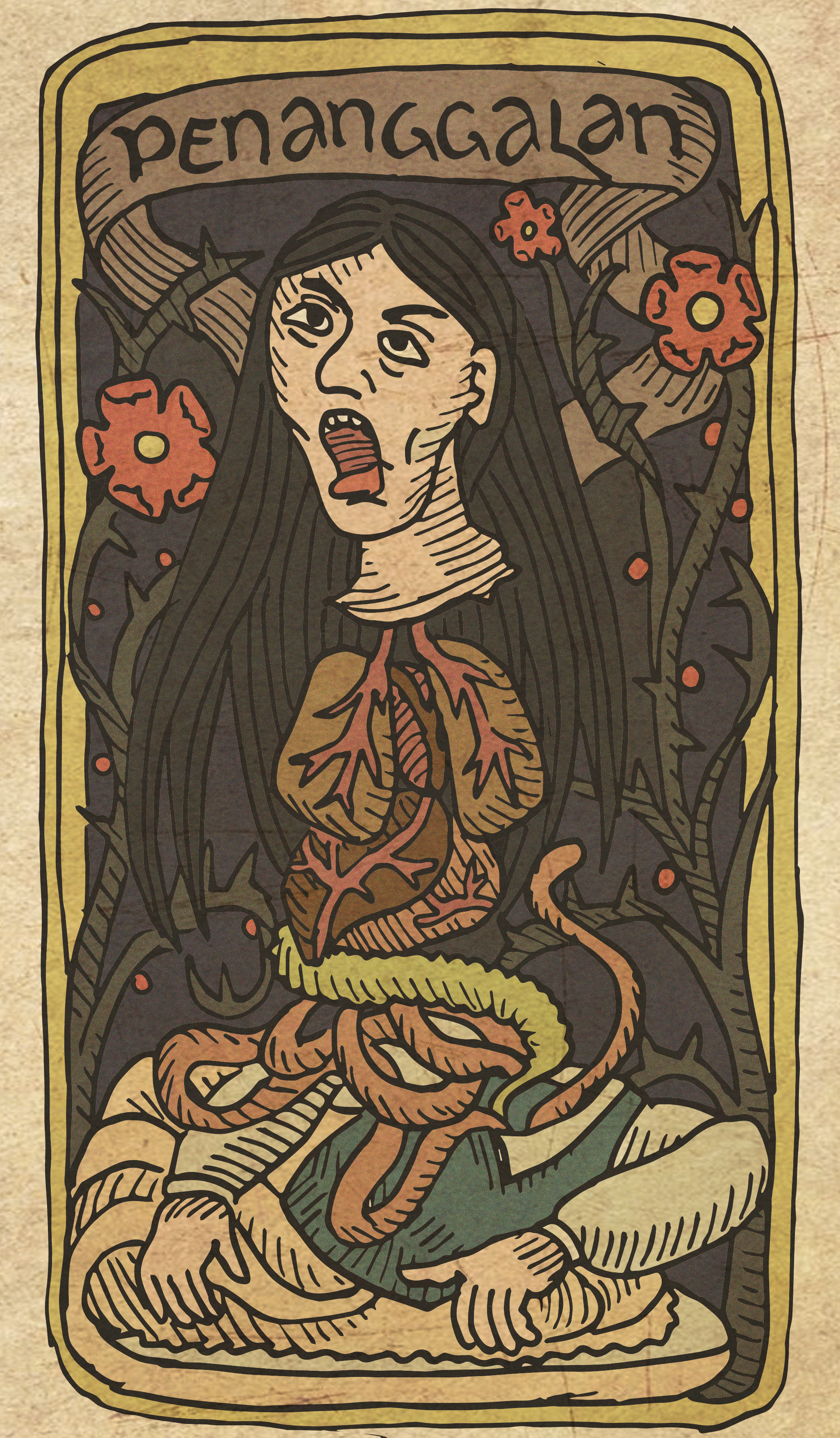
Darstellung der Penanggalan

Die Penanggalan (malaysisch: sich [von etwas] lösen) ist eine fiktive, vampirähnliche Hexengestalt aus der malaysischen Mythologie. Tagsüber ist die Penanggalan ein schönes Mädchen, in der Nacht löst sie ihren Kopf von ihrem Unterleib ab. Der lose Kopf schwebt mit herunterhängenden Gedärmen umher, auf der Suche nach Opfern. Das Wesen taucht unter verschiedenen Namen in den Mythologien vieler Länder Südostasiens auf.
Obwohl die Penanggalan im Malaysischen oft als Gespenst bezeichnet wird, kann die Sagengestalt nicht als Erscheinung eines verstorbenen Menschens oder als untotes Wesen im klassischen Sinne interpretiert werden, da es sich um eine sterbliche Hexe handelt, welche bei Tageslicht ohne abgelösten Kopf als Mensch lebt.

## Sage
In der malaysischen Folklore sind die Penanggalans Hexen, die Schwarze Magie betreiben und nachts in ihrer wahren Form das Blut von Kindern und schwangeren Frauen trinken. Gegen Morgen tränken sie ihre Organe in Essig, damit diese abschwellen, zurück in ihren hohlen Körper passen und sie wieder ihre menschliche Erscheinung erhalten. Man könne, so der Volksglaube, eine Penanggalan, die sich unter die normalen Menschen mischt, an ihrem Geruch nach Essig erkennen.
Modernen Sagen über die Penanggalan nach sei sie eine schöne Hexe, die beim Meditieren während eines Ritualbades in Essig von einem Mann überrascht wurde. Vor Schreck drehte sie den Kopf so schnell weg, dass dieser von ihren Schultern abriss und ihre inneren Organe aus dem offenen Hals mit sich zog. Aus Wut habe sie den Mann verfolgt und zerfleischt.